# Cultura „hookup”
Cultura „hookup” este una care încurajează întâlnirile sexuale ocazionale, inclus aventurile de o noapte și alte activități conexe. De cele mai multe ori, acest stil nu include și intimitatea emoțională, legăturile profunde sau o relație serioasă. În general descrie sexualitatea adolescentului occidental și în particular, cultura vieții studențești americane. Termenul de „hookup” are o definiție ambiguă, se poate referi la orice de la simple săruturi până la activitate sexuală între parteneri. Termenul a fost utilizat pe scară largă în SUA începând cu anii 2000.  În limba engleză a mai fost numit non-relationship sex sau sex fără întâlniri.
Majoritatea cercetărilor s-au concentrat pe studenții din SUA, dar acest comportament nu se limitează la campusurile universitare americane. Există o varietate de motive, de la mulțumirea fizică instantanee, satisfacerea nevoilor emoționale, dar și ca mijloc de a găsi un partener romantic pe termen lung. Reacția mass-mediei a fost adesea denunțată ca panică morală⁠(d). Introducerea telefoanelor mobile, a aplicațiilor  pentru dispozitive mobile și a site-urilor web au încurajat varietatea întâlnirilor romantice, în special pentru bărbații homosexuali.

## Istorie
Cultura încurajează libertatea sexuală. Aceasta a evoluat pe măsură ce noi idei și convingeri s-au schimbat cu privire la aspectele pozitive și negative ale angajării în actul sexual. A devenit general acceptat faptul că activitatea sxuală nu îndeplinește doar nevoia reproductivă. Această nouă perspectivă a fost influențată de factori precum eradicarea legilor de cenzură din anii 1930 cu privire la conținutul sexual explicit din mass-media. 
În perioada pandemiei
Există un studiu realizat de către RUXANDRA PĂDURARU, ANDREEA-VALENTINA MORARU și VALENTIN-ALEXANDRU BARBU. În lucrare se explorează schimbările și adaptările în experiența întâlnirilor romantice și sexuale în timpul pandemiei COVID-19. Pandemia a dus la restricții și recomandări de distanțare socială, ceea ce a determinat o reevaluare a modului în care oamenii se conectează și întâlnesc. Aplicațiile de întâlniri online, cum ar fi Tinder și Bumble, au câștigat popularitate în această perioadă, deoarece oamenii au fost încurajați să se întâlnească virtual. Studiul se concentrează pe experiențele individuale și comportamentele online modificate prin interviuri calitative și etnografie digitală. Se examinează, de asemenea, rolul tehnologiei ca mediator în experiența întâlnirilor și riscurile percepute. Studiul a fost realizat în București, România, în perioada ianuarie-martie 2022, și a implicat 11 persoane de sex feminin și masculin, cu vârste cuprinse între 20 și 36 de ani, care au utilizat Tinder și/sau Bumble înainte și în timpul pandemiei. Această cercetare reprezintă o contribuție semnificativă la literatura științifică, deoarece există puține studii despre comportamentul întâlnirilor online care se concentrează pe experiența românească, cu atât mai puțin pe efectele COVID-19 și integrarea instrumentelor online în medierea interacțiunilor romantice.  
Istoria americană
Kathleen Bogle a afirmat în anii 1960, că acceptarea sexului ocazional ar putea fi atribuită unei creșteri puternice a numărului de studenți la colegii și universități.  Numărul de femei care urmau o facultate în Statele Unite în 1972 a fost de trei ori mai mare decât în 1960.   Persoanele de sex masculin aleg mai des sexul neangajat, în defavoarea relațiilor stabile. Persoanele de sex feminin s-au adaptat.
Cercetători precum Garcia și Freitas, au descoperit că întâlnirile, deși nu au dispărut, au scăzut pe măsură ce frecvența conexiunilor a crescut.   Până la mijlocul anilor 1990, Freitas a descoperit că fenomenul „Hookup” reprezenta o formă acceptată de interacțiuni între adulții activi sexual, în special cei aflați în campusurile universitare. 
Potrivit unei recenzii realizate de Garcia, acesta este „un moment fără precedent în istoria sexualității umane”.  Oamenii se căsătoresc și își întemeiază familii la vârste târzii comparativ cu generațiile anterioare, în timp ce devin maturi sexual la o vârstă mai fragedă. Drept urmare, Garcia și alți cercetători susțin că adulții tineri sunt capabili să se reproducă fiziologic, dar nu sunt pregătiți din punct de vedere psihologic sau social să „se stabilească” și să întemeieze o familie. 
Aceste schimbări de dezvoltare, sugerează revizuirea sistematică a literaturii de specialitate a lui Garcia. O „schimbare culturală populară care s-a infiltrat în viața adulților în curs de dezvoltare din întreaga lume occidentală ”.  Analiza arată că interacțiunile sexuale fără angajamente sunt normalizate în rândul tinerilor adulți și adolescenților din America de Nord și au prins rădăcini în întreaga lume occidentală, ceea ce reprezintă o schimbare semnificativă în modul în care este perceput și acceptat sexul ocazional. 
Garcia și alții au observat că „ultimul deceniu a fost martor la o explozie a interesului pentru subiectul conexiunilor, atât din punct de vedere științific, cât și în mass-media populară. Cercetările privind fenomenul nu se află într-o sferă disciplinară singulară; se află la intersecția ideilor teoretice și empirice extrase dintr-o gamă variată de domenii, inclusiv psihologie, antropologie, sociologie, biologie, medicină și sănătate publică .”  Cu toate acestea, cercetările arată că COVID-19 a avut un impact asupra culturii „Hookup” prin scăderea prevalenței sexului ocazional.  Dificultățile în definirea termenului pot duce la percepții diferite asupra prevalenței sale. Fenomenul este definit vag datorită unei varietăți de perspective luate pe acest subiect în legătură cu sexualitatea umană . Este greu să dai un sens acestui termen fără a înțelege de ce există în societate și de ce indivizii participă la cultură. 
Potrivit lui Shannon T. Boodram,sexul lipsit de angajamente contribuie la gratificarea instantanee, plăcere, sentimentul de a fi iubit, respectat, gândul la potențialul conexiunii care se dezvoltă în ceva mai puțin casual și multe alte motive. 
Potrivit lui Kathleen Bogle, expresia „conectare” este „un termen argotic” considerat neoficial și imprevizibil din cauza variației extinse a sensului său.  Mulți alți termeni de argou pentru conectarea au fost și sunt încă folosiți, cum ar fi „prieteni cu beneficii” și „apel de pradă”.  Alți termeni pentru acte repetate de conectare includ „sex ocazional” sau „sex recreațional” sau definit ca o relație cu „fără condiții atașate”. 

Majoritatea oamenilor aleg să ia parte la culturs „Hookup” pentru a experimenta intimitatea fizică și plăcerea sexuală, dar acest tip de comportament poate duce și la o varietate de rezultate negative.  Efectele pot varia de la „vătămare emoțională și psihologică, violență sexuală, infecții cu transmitere sexuală (ITS) și/sau sarcină neintenționată”.  În ciuda efectelor potențiale cunoscute, mulți studenți fie nu sunt conștienți, fie nu sunt deranjați de aceste riscuri sexuale.  Potrivit unui sondaj axat pe modul în care elevii percep riscul de a contracta boli sexuale, doar jumătate dintr-un grup de 71 de studenți au raportat îngrijorări cu privire la contracția ITS în timp ce întrețin actul sexual.  Sondajului a determinat faptul că mulți studenți au prea multă încredere în partenerii lor sexuali și în comunitățile lor și că au fost dezinformați despre riscurile sexuale în general.  Consumul frecvent de droguri sau alcool poate duce, de asemenea, la o percepție mai scăzută a acestor riscuri pentru sănătate.   
Practicarea interacțiunilor sexuale lipsite de angajament poate avea efecte negative și asupra sănătății mintale a unei persoane, inclusiv sentimente de anxietate sau disconfort.   Un studiu sugerează că aproape 35% dintre studenții chestionați au descris că simt regret sau dezamăgire.   Experții au folosit analize calitative pentru a evalua atât tipul, cât și nivelul de regret pe care un student l-ar putea avea după sex. Mulți au raportat că au sentimente de jenă, probleme emoționale și o lipsă generală de respect din partea colegilor.  
Academia Americană de Pediatrie susține că reprezentările mass-media ale sexualității pot influența comportamentul sexual al adolescenților,  o viziune care este susținută de o serie de studii.      Unele studii sugerează că adolescenții care urmăresc filme cu mai mult conținut sexual tind să devină activi sexual la o vârstă mai fragedă și să se angajeze în comportamente sexuale riscante.  Ideea este că mass-media poate servi drept un factor aprobator pentru tineri  care-și caută identitate sexuală.   Pe de altă parte, conservatorii care se opun culturii de conectare au stârnit controverse și au fost criticați. 
Televiziunea prin cablu americană este plină de reality show-uri care prezintă o imagine glorificicată a fenomenului, una dintre cele mai cunoscute emisiuni fiind Jersey Shore de la MTV.  Studiile au descoperit că aproximativ 35% din comportamentul sexual de la televiziunea prin cablu este cu persoane „care nu sunt în relații stabilite și angajate”.  În televiziune, monogamia sexuală diferă în funcție de gen, ceea ce sugerează că bărbații se îndepărtează de angajament, iar femeile îl doresc.  Acest lucru sugerează în continuare că masculinitatea este egală cu sexul și, posibil, îi determină pe spectatorii de sex masculin să adera la cultura „hookup”. 

Au existat, de asemenea studii referitoare la aspectele mentale ale persoanelor care întrețin relații sexuale cu mai mulți parteneri . Un studiu realizat de psihologul Seth Schwartz sugerează că există o corelație între cultura „hookup” și problemele psihologice.  De exemplu, studenții de la facultate care au declarat că sunt implicați în relații sexuale ocazionale au avut niveluri mai ridicate de depresie și anxietate și niveluri mai scăzute de stima de sine, fericire și satisfacție de viață în comparație cu studenții care nu s-au angajat într-o legătură ocazională în ultimele treizeci. zile.  A existat apoi un studiu pe aproximativ 400 de adulți tineri care s-au simțit singuri și deprimați și adulți care nu au simțit singurătate și depresie neimplicați în acte sexuale.  Apoi au cercetat ce afecte emoționale aveau asupra lor implicarea în relațiile sexuale. Oamenii care au exprimat mai puține simptome de singurătate și depresie au avut o creștere a acestor sentimente după interacțiunile sexuale. Îi face pe oameni să se simtă deprimați, dar și inconfortabil. De exemplu, un studiu realizat de Reiber și Garcia în 2010 arată că mulți oameni care se angajează în relații sexuale se simt inconfortabil.  De asemenea, au ajuns la concluzia că 78% dintre persoanele active în acest fenomen supraestimează nivelul de compatibilitate pe plan sexual din timpul logodnei. Studiul a fost realizat de Paul și colab. 
Continuarea dublului standard sexual între bărbați și femei se poate datora motivațiilor din spatele legăturilor dintre cele două sexe. Piața sexuală face să pară că femeile dețin toată puterea, dar majoritatea femeilor raportează că se angajează în sex ocazional pentru a-și satisface partenerii și pentru a crește posibilitatea ca acesta să se transforme într-o relație monogamă pe termen lung. Bărbații folosesc sexul ocazional pentru a-și crește. experiență sexuală și se explorează înainte de a fi legați de căsătorie. 
Câțiva savanți au criticat modul în care influențele externe au modelat sau au contribuit la cultura de conectare în ansamblu.   
Multe idei și credințe despre cultura în creștere a legăturii sugerează că actul de a se implica în sex neavocat se găsește în primul rând în rândul adolescenților sau studenților.   Adolescenții și studenții pot fi activi din punct de vedere sexual, dar este important să înțelegeți că și alte grupuri de vârstă și sociale iau parte la sexul ocazional.   Unul dintre motivele acestei deconectări este reprezentarea greșită a activității sexuale în rândul anumitor grupuri de vârstă în mass-media.   În televiziune, adolescenții sunt cel mai frecvent dovedit a fi activi sexual și este rar să vezi orice fel de activitate sexuală descrisă pentru persoanele cu vârsta de 65 de ani sau mai mult.   Cercetările ulterioare arată, totuși, că aceasta este opusă activității sexuale reale raportate în rândul acestor grupuri de vârstă.  
Stereotipurile și diferitele scenarii sexuale ale bărbaților și femeilor în conexiuni au fost, de asemenea, influențate în mare măsură de diferite medii, cum ar fi filmele, televiziunea și pornografia.  În mass-media, femeile sunt adesea descrise ca „obiecte sexuale”, iar bărbații sunt portretizați ca „acolo pentru a le obiectiva”. 
Pe de altă parte, oamenii de știință sugerează că realitatea riscurilor emoționale asociate cu conectarea poate fi legată de lipsa conversației sau a discuțiilor despre acestea.  Atunci când discutăm despre sex cu adolescenții, atât părinții, cât și programele de educație sexuală tind să se concentreze pe riscurile pentru sănătate, cum ar fi ITS și sarcina, dar schimburile evidențiază rareori „emoțiile care apar din experiențele sexuale”.  Conversațiile prezintă rareori informații despre motivele pentru implicarea în sex, în afară de reproducere și rareori recunosc emoțiile pozitive asociate cu acest tip de activitate, cum ar fi plăcerea fizică.  Dezechilibrul informațiilor cu privire la comportamentul și activitatea sexuală a contribuit, de asemenea, la scenariile sexuale care sunt văzute în cultura legaturilor de astăzi.